# 22 Librae
22 Librae är en vit stjärna i huvudserien i stjärnbilden Vågen.
22 Librae har visuell magnitud +6,40 och är knappt synlig för blotta ögat ens vid mycket god seeing. Den befinner sig på ett avstånd av ungefär 375 ljusår.